# Harum Scarum
Harum Scarum (estrenada en español como A lo loco en España y Fiesta en el harén en Argentina y Venezuela) es una película de comedia musical estadounidense de 1965 protagonizada por Elvis Presley. Fue filmada en el set original de la película El rey de reyes de Cecil B. DeMille con metraje adicional filmado en locaciones del Iverson Movie Ranch en Chatsworth, Los Ángeles. Parte de la película se basó en la película de 1921 de Rodolfo Valentino, The Sheik.
La película alcanzó el puesto 11 en la lista semanal de taquilla nacional de Variety, ganó 2 millones de dólares en taquilla y terminó en el puesto 40 en la lista de fin de año de las películas más taquilleras de 1965. Posteriormente recaudaría más de US$ 3.000.000 en el mercado doméstico.

## Sinopsis
La estrella de cine estadounidense Johnny Tyrone viaja a Oriente Medio para estrenar su nueva película. Es seducido por la encantadora Aishah y luego secuestrado por un hombre llamado Sinan que quiere que Johnny lo ayude a matar al rey en la ciudad ficticia de Bar Esalaam. Johnny escapa del palacio con la ayuda de una esclava, Shalimar. Una vez fuera de los muros del palacio, Johnny le dice a ella que lo llevaron al Medio Oriente para asesinar al rey, lo que hace que Shalimar huya asustada porque en realidad es la hija del rey.
Johnny se encuentra con Zacha, un hombre que estaba prisionero con él y que también escapó, y elabora un plan para frustrar el complot de asesinato uniéndose a un grupo de músicos que entretendrán a la gente de Bar Esalaam el último día del Ramadán. Johnny se hace amigo del grupo con éxito, pero esa noche son emboscados por Aishah y sus hombres después de ser traicionados por Zacha. Aishah le ordena a Johnny que siga adelante con el asesinato después de amenazar las vidas de los músicos y sus hijos. Mientras tanto, la princesa Shalimar no puede deshacerse de los sentimientos que tiene por Johnny. El día de las festividades, Johnny se acerca a regañadientes para matar al rey, pero Shalimar lo frustra. Johnny, los músicos y los niños son condenados a muerte.
La compañía se salva de la muerte después de que son rescatados por su asociado, un enano llamado Baba. Johnny irrumpe en la habitación del rey y lo convence de que Sinan lo chantajeó para participar en el complot y también confiesa su amor por Shalimar. 
El rey le cree a Johnny y lo ayuda a infiltrarse en la guarida de Sinan, donde se revela que el hombre que orquestó el complot de asesinato no era otro que el hermano del rey, el príncipe Dragna. Johnny logra dominar a Sinan, pero descubre que su ejército ha aumentado en número y ha tomado la ciudad por la fuerza.
Johnny, el rey, Shalimar, los músicos y el arrepentido Zacha reúnen a muchos de los sirvientes más leales del rey para luchar contra los asesinos y recuperar la ciudad mientras el rey entra al escondite de Dragna jurando venganza. Sin embargo, se revela que en lugar de matar a Dragna, decidió desterrarlo después de vencerlo en una partida de ajedrez. Johnny le pide al rey que no lo destierre a Estados Unidos. Una vez restablecido el orden, Johnny y su nueva novia real pasan su luna de miel en Las Vegas, junto con algunas de sus bailarinas.

## Reparto
- Elvis Presley como Johnny Tyronne.
- Mary Ann Mobley como la princesa Shalimar.
- Fran Jeffries como Aishah.
- Michael Ansara como príncipe Dragna.
- Jay Novello como Zacha.
- Phillip Reed como el rey Toranshah.
- Theo Marcuse como Sinan.
- Billy Barty como Baba.
- Dirk Harvey como Mokar.
- Jack Costanzo como Julna.
- Larry Chance como Capitán Herat.
- Barbara Werle como Leilah.
- Brenda Benet como Esmeralda.
- Gail Gilmore como Zafiro.
- Wilda Taylor como Amatista.
- Vicki Malkin como Sari.
- Ryck Rydon como Mustafa.
- Joey Russo como Yussef.

## Producción
Al oír hablar de la película por primera vez, a Elvis le encantó la idea de que su personaje fuera similar a un jeque. Con el tiempo, se cansó de la película porque hicieron que su personaje pareciera un tonto.
De manera simila, el «Coronel» Tom Parker pensó que la película era una comedia y sugirió presentar un camello parlante.

## Medios domésticos
Harum Scarum fue lanzado en DVD por Warner Home Video el 7 de agosto de 2007, como un DVD de pantalla ancha de la Región 1.

## Recepción
Vincent Canby de The New York Times escribió en una crítica negativa que Presley recorrió la película «con toda la animación de un hombre bajo sedación profunda, pero luego había leído el guion». Variety escribió que la imagen «adolece de falta de imaginación» al brindarle a Presley un «exhibidor sustancial», pero que los ocho números de canciones de la película «probablemente encontrarían una respuesta similar a las entradas anteriores de Presley». Margaret Harford, del Los Angeles Times, escribió: «Nadie, y menos aún Elvis, puede controlar la parodia en este esfuerzo de MGM, dirigido por Gene Nelson. Presley no es Bob Hope y Mary Ann Mobley, aunque sea ganadora de belleza, no se puede hacer pasar por Dorothy Lamour. Póngalos juntos y se dará cuenta de que Harum Scarum no va a ser muy divertido». Jack Shaheen incluyó a Harum Scarum en su «peor lista» de películas con estereotipos antiárabes.
No obstante a no haber cosechado buenas críticas, la película logró recaudar más de US$ 3.000.000 solamente tomando en cuenta el mercado doméstico, lo cual reforzaba la idea hollywoodense que "el único negocio seguro en los 60s eran las películas de Elvis".